# Qauata
Un qauata o qauaata è uno scudo o mazza dell'isola di San Cristobal nelle isole Salomone.

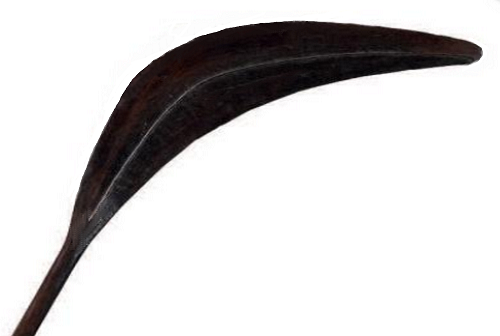
Testa di qauata a forma di foglia

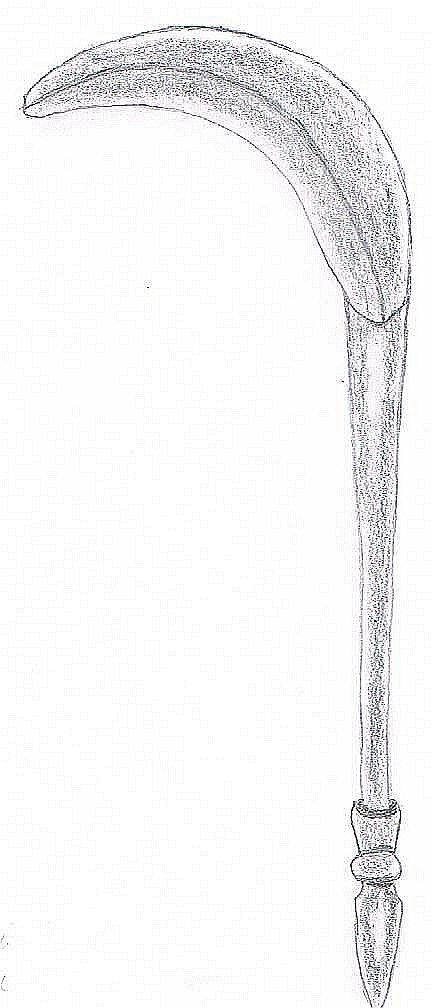
disegno di qauata

Era usato per deviare le frecce e le lance del nemico. Ha una testa a forma di foglia senza ergot, che lo distingue dal roromaraugi. La testa è divisa in due da una cresta centrale e il manico è spesso completato da una scultura antropomorfa. È più comune di roromaraugi ed è stato usato per guerra.